# Дрюар, Эмиль
Эмиль Дрюар (фр. Emile Druart; XIX век — XX век) — бельгийский стрелок из лука, серебряный призёр летних Олимпийских игр 1900.
На Играх 1900 в Париже Дрюа соревновался только в классе «А ля эрш». Он занял второе место, разделив его с французом Огюстом Серрюрье, и они оба получили серебряные награды.